# Пелчниця (Нижньосілезьке воєводство)
Пелчниця (пол. Pełcznica) — село в Польщі, у гміні Конти-Вроцлавські Вроцлавського повіту Нижньосілезького воєводства.
Населення — 293 особи (2011).
У 1975-1998 роках село належало до Вроцлавського воєводства.

## Демографія
Демографічна структура станом на 31 березня 2011 року:
|          | Загалом | Допрацездатний вік | Працездатний вік | Постпрацездатний вік |
| -------- | ------- | ------------------ | ---------------- | -------------------- |
| Чоловіки | 142     | 27                 | 96               | 19                   |
| Жінки    | 151     | 23                 | 87               | 41                   |
| Разом    | 293     | 50                 | 183              | 60                   |